# Knut Wicksell
Pour les articles homonymes, voir Wicksell.
Johan Gustaf Knut Wicksell, né le 20 décembre 1851 à Stockholm et mort le 3 mai 1926 à Stocksund, est un économiste suédois.

## Biographie
Knut Wicksell est né le 20 décembre 1851 à Stockholm, en Suède. Son père, homme d'affaires assez prospère, était courtier immobilier. Il n’a que six ans lorsqu’il perd sa mère, et quinze ans lorsque son père décède à son tour. La fortune considérable dont il hérite lui permet de s'inscrire à l'Université d'Uppsala en 1869 pour y étudier les mathématiques et la physique. Il obtient son premier diplôme en deux ans, mais poursuit un second cycle et obtient un doctorat en mathématiques en 1885. En 1887, Wicksell se voit attribuer une bourse d’études pour l’étranger qui lui permet d’assister aux cours de l'économiste Carl Menger à Vienne, en Autriche. Pendant les années qui suivent, son intérêt se porte de plus en plus vers les sciences sociales et en particulier vers l'économie. 
Devenu chargé de cours à Uppsala, Wicksell se fait remarquer par ses opinions sur le travail. Lors d'un exposé, il condamne l'ivrognerie et la prostitution qu’il juge aliénantes, dégradantes et appauvrissantes. Bien qu'il soit parfois qualifié de socialiste, la solution qu'il préconise relève nettement du malthusianisme en ce qu'elle prône le contrôle des naissances, qu'il défendra jusqu'à la fin de sa vie. Bien que ses prises de position polémiques lui valent une certaine notoriété, son premier ouvrage sur l’économie, Valeur, capital et rente, publié en 1892, passe pratiquement inaperçu. En 1896, il publie Études théoriques des Finances publiques, appliquant les idées du marginalisme à l'impôt progressif, aux biens publics, et à d'autres aspects des politiques publiques ; l’ouvrage suscite cette fois beaucoup plus d'intérêt.
En 1887, Wicksell s’était mis en ménage avec Anna Bugge et le couple est devenu le premier « couple cohabitant de Suède ». Père de trois enfants, les articles qu’il publie et ses vacations ne suffisent pas à subvenir aux besoins de la famille. En Suède, l'économie est alors enseignée conjointement avec le droit et Wicksell est dans l'impossibilité d'obtenir une chaire de professeur avant d'avoir obtenu un diplôme de droit. Il retourne à l'université d'Uppsala, où il obtient en deux ans un diplôme sanctionnant quatre années d'études. Il obtient un poste de maître de conférences dans cette université, en 1889. L'année suivante, il devient professeur à part entière à l'université de Lund, où il entreprend ses travaux les plus influents.
En 1908, s’étant moqué de l'Immaculée Conception pendant un cours, Wicksell passe deux mois en prison. Huit ans plus tard, en 1916, il quitte Lund et accepte un poste de conseiller du gouvernement sur les questions financières et bancaires à Stockholm. Dans la capitale il fréquente d'autres économistes dont le talent s’épanouira au sein de ce qui deviendra l’« école de Stockholm ». Parmi eux figurent Bertil Ohlin et Gunnar Myrdal. Il donne également des cours au jeune Dag Hammarskjöld, qui deviendra plus tard Secrétaire général des Nations unies.
Wicksell meurt en 1926, alors qu’il rédige une œuvre capitale sur la théorie du taux d'intérêt. Certains éléments de recommandation en matière d’intervention publique inspirent le gouvernement suédois, notamment sa règle sur le maintien du niveau des prix pendant les années 1930 (d'après Jonung, 1979), ainsi que sa conception d'un État-providence limité. Les contributions de Wicksell à l'économie ont été décrites par certains économistes, en particulier par l'historien de l'économie Mark Blaug, comme fondamentales pour la macroéconomie moderne. Michael Woodford admire la façon dont Wicksell a défendu l’idée de jouer sur les taux d’intérêt pour maintenir la stabilité des prix, intuition remarquable à une époque où une majeure partie de la politique monétaire est basée sur l'étalon-or.

## Contributions théoriques

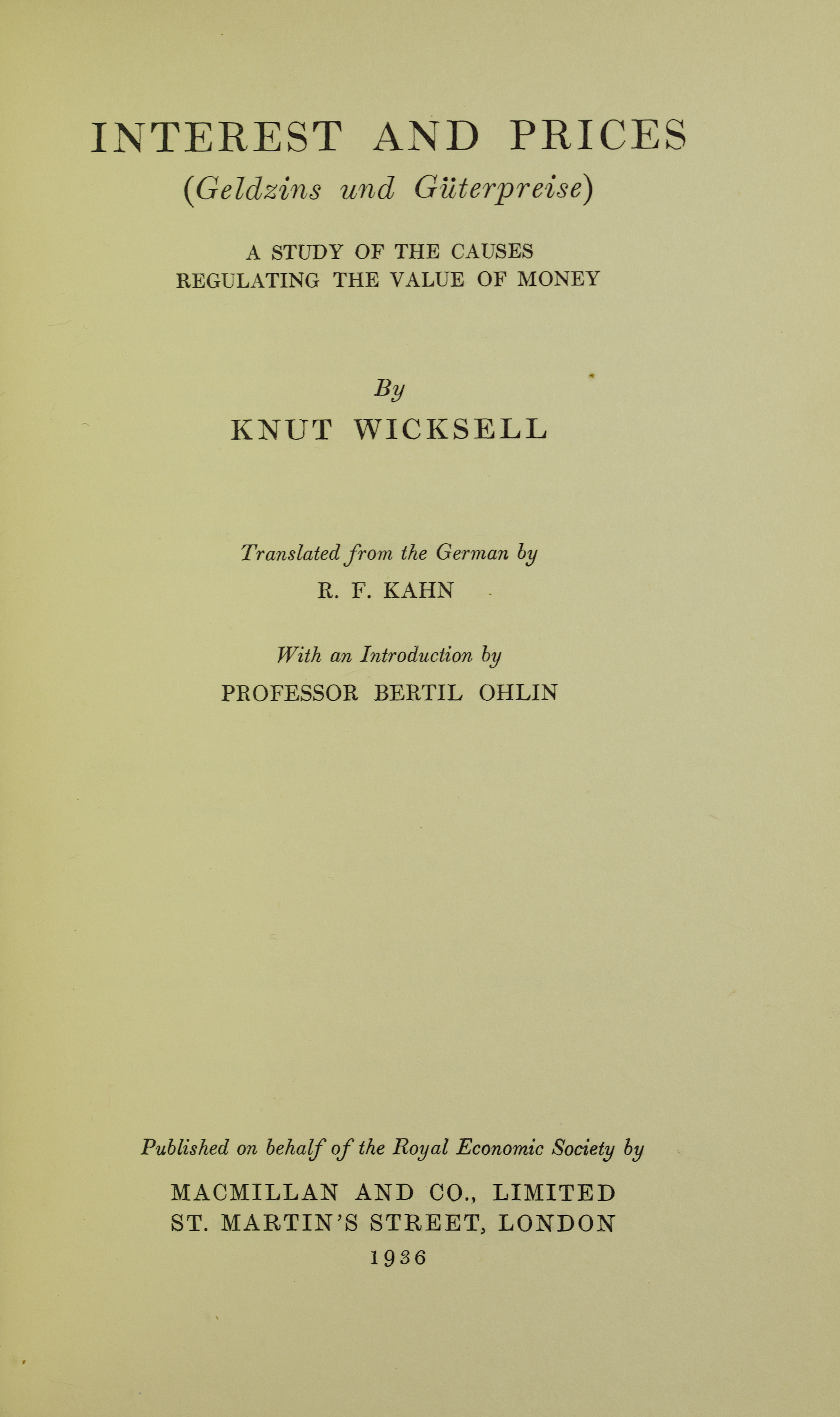
Geldzins und Güterpreise, 1936

Wicksell est fasciné par les théories de Léon Walras (de l'école de Lausanne), Eugen von Böhm-Bawerk (de l'école autrichienne) et David Ricardo ; il cherche à faire la synthèse de ces trois visions théoriques de l'économie. Sa volonté de créer une théorie économique synthétique lui vaut le surnom d'« économiste des économistes ». Ainsi, bien que la théorie de la productivité marginale - l'idée selon laquelle la rémunération des facteurs de production est proportionnelle à leur productivité marginale - ait été formulée par d'autres auteurs tels que John Bates Clark, Wicksell présente une démonstration bien plus simple et rigoureuse de ce principe et la conception actuelle de cette théorie provient en grande partie du modèle de Wicksell.
Élargissant l'étude menée par Ricardo sur la redistribution des revenus, Wicksell conclut que même une économie sans aucune entrave ne tend pas à répartir également la richesse, contredisant ainsi les prédictions de nombreux prédécesseurs. En réalité, pour Wicksell, la richesse générée par la croissance ne sera distribuée qu'à ceux qui en possédaient déjà[réf. nécessaire]. Partant de ce constat et des théories marginalistes, Wicksell défend la nécessité d'une intervention de l'État afin d'améliorer le bien-être général.

### Taux d'intérêt naturel et taux d'intérêt monétaire
La contribution la plus influente de Wicksell reste sa théorie du taux d'intérêt qu’il présente dans son ouvrage Interest and Prices, publié en 1898. Il y formule la distinction centrale entre le taux d'intérêt naturel et le taux d'intérêt monétaire. Le taux d'intérêt monétaire n'est, selon Wicksell, que le taux d'intérêt observé sur le marché des capitaux. Il peut donc être modifié par l'action de la banque centrale. Le taux d'intérêt naturel, lui, est le taux d'intérêt qui ne modifie pas les prix sur le marché des biens et services (il est non inflationniste), c'est-à-dire qu'il réalise l'équilibre entre l'offre et la demande sur le marché des biens et services, comme si le marché des capitaux n'était pas nécessaire, et ainsi permet d'atteindre le plein emploi. Cette idée rejoint l'école autrichienne, qui énonce qu'une expansion économique se produit lorsque le taux d'intérêt naturel est supérieur au taux du marché.
Cette contribution, appelée « processus cumulatif », implique que si le taux d'intérêt naturel n'est pas égal au taux du marché, la demande d'investissement et le stock d'épargne disponible ne seront pas égaux. Si le taux du marché est inférieur au taux d'intérêt naturel, une expansion économique survient, et les prix, toutes choses égales par ailleurs, montent.

### Influence sur l'école autrichienne
Cette idée sera développée par l'école autrichienne, qui l'utilisa pour formuler la théorie du cycle économique basée sur la politique menée par la banque centrale - toute modification de la masse monétaire circulant dans l'économie influera sur le taux d'intérêt du marché, relativement au taux naturel, ce qui déclenche une modification de la croissance économique. Le processus cumulatif faisait partie de la théorie dominante du cycle économique jusqu'à la Théorie générale de l'emploi, de l'intérêt et de la monnaie (1936) de John Maynard Keynes. La théorie de Wicksell influence fortement les idées de Keynes sur la croissance et la récession, ainsi que la théorie du cycle économique dite de « destruction créatrice » de Joseph Schumpeter.

### Taux d'intérêt naturel et théorie quantitative de la monnaie
Le principal rival intellectuel de Wicksell est l'économiste américain Irving Fisher, qui adopte une explication plus succincte de la théorie quantitative de la monnaie, la faisant reposer presque exclusivement sur les prix à long terme. La théorie de Wicksell, beaucoup plus complexe, part des taux d'intérêt observés dans un système monétaire, dans l'économie réelle. Même si les deux économistes déduisent de leurs théories que la politique monétaire de l'État est au cœur des cycles (et des crises) économiques, leur désaccord ne se résoudra pas de leur vivant ; en fait, il pesa encore sur les débats concernant la politique à mener qui opposeront, un demi-siècle plus tard, et pour longtemps, les keynésiens aux monétaristes.

## Postérité

### Économistes influencés par Knut Wicksell
- John Maynard Keynes
- Friedrich Hayek
- Gunnar Myrdal
- Ludwig von Mises
- Karl Gustav Cassel
- Erik Lindahl
- Eli Heckscher
- Bertil Ohlin
- Michael Woodford
- James M. Buchanan
- Katsuhito Iwai
- Christian de Boissieu
- Paul Samuelson[4]

### Écoles de pensée influencées par Knut Wicksell
- Keynésianisme
- Nouvelle économie keynésienne
- Nouvelle économie classique
- Monétarisme
- École autrichienne
- École de Stockholm
- Théorie des choix publics

## Œuvres majeures
- Über Wert, Kapital und Rente (Valeur, Capital et Rente dans la théorie économique récente), Jena, 1893.
- Finanztheoretische Untersuchungen nebst Darstellung und Kritik des Steuerwesens Schwedens (Études de la théorie de la finance et présentation et critique du système fiscal suédois), Jena: Fischer. 1896. (en) Studies in the theory of Public Finance
- Geldzins und Güterpreise: eine Studie über die den Tauschwert des Geldes bestimmenden Ursachen., Jena: G. Fischer. 1898 (en) Interest and prices (Intérêt et prix), 1898, London : Macmillan, traduction par Kahn (R.F.)
- Vorlesungen über national Ökonomie (Lectures d'économie politique), 1901.
- (en) « The Influence of the Rate of Interest on Prices » (« Influence du taux d’intérêt sur les prix »), Economic Journal, 1907.